# آنتونیو ماسپس
آنتونیو ماسپس (ایتالیایی: Antonio Maspes; ۱۴ ژانویهٔ ۱۹۳۲ – ۱۹ اکتبر ۲۰۰۰) دوچرخه‌سوار اهل ایتالیا بود.
وی در مسابقات کشوری و بین‌المللی در مجموع برندهٔ ۷ مدال طلا، ۱ مدال نقره، ۲ مدال برنز شده‌است.